# بول كاتير
بول كاتير (بالفرنسية: Paul Cattier)‏ (1 مايو 1986 بأفينيون في فرنسا - ) هو لاعب كرة قدم فرنسي في مركز حراسة المرمى. لعب مع نادي روديز ونادي غرونوبل ونادي فريجوس وSO Romorantin ‏.

## وصلات خارجية
- بول كاتير على موقع قاعدة بيانات كرة القدم.إي يو (الإنجليزية)
- بول كاتير على موقع ليكيب (الفرنسية)
- بول كاتير على موقع Soccerway.com (الإنجليزية)